# تونيس كيميل
تونيس كيميل (بالإنجليزية: Tõnis Kimmel)‏ (من مواليد 22 يناير 1977 في تالين) وهو مهندس معماري إستوني.
من عام 1984 إلى عام 1992 درس تونيس في المدرسة الثانوية بتالين (اليوم: كلية تالين الإنجليزية)K ومن 1992 إلى 1995 في مدرسة قواعد الملك جوستاف أدولف. من عام 1995 درس في أكاديمية الفنون الإستونية في قسم الهندسة المعمارية والتخطيط الحضري. تخرج من الأكاديمية في عام 2002.
من عام 2002 إلى عام 2006 ، عمل تونيس في المكتب المعماري «كوكو» للهندسة المعمارية. من عام 2005 عمل تونيس في حكومة مدينة تارتو في قسم الهندسة المعمارية.
أهم الأعمال التي قام بها تونيس هي مبنى سكني في شارع فابريكي والكنيسة الجديدة في تالين. وحصل من خلالها على الجائزة المعمارية السنوية للوقف الثقافي الإستوني في عام 2006.

## أعماله
- مصنع للأثاث من نيصر، 2000 (مع إيندريك نيك)
- إعادة بناء مبنى سكني في تالين 2003 (مع ريفو كوتوف)
- مبنى سكني في شارع فابريكي، 2005 (مع ريفو كوتوف)
- منزل لأسرة واحدة في قرية هاسلافا، 2006 (مع ميرجي موريسبي)
- كنيس جديد في تالين ، 2006 (مع ليمبت-كاور ستور)
- معرض فني في الهواء الطلق على جدران الكتل السكنية في أنليان في تارتو ، 2009